# Смути-кинг-центр
Смути-кинг-центр (англ. Smoothie King Center) — спортивный комплекс в Новом Орлеане, Луизиана, США, открытый в 1999 году. Он расположен в центральном деловом районе города, рядом с стадионом «Цезарь Супердоум». Является домашней ареной для команды «Нью-Орлеан Пеликанс» (НБА). Вместимость арены — около 19 тыс. человек. 
Арена принимала ппв шоу WWE Extreme Rules 2009.